# CodeView
CodeView era um depurador independente (ou standalone), criado em 1985 por David Norris da Microsoft, e fazia parte de seu ambiente de desenvolvimento. Fazia parte das versões do Microsoft C 4.0 e posteriores, tendo sido incorporado à interface gráfica com o usuário do Visual C++ 1.0.
Ele também acompanhava os produtos Visual Basic para MS-DOS, Microsoft Basic PDS, entre outros ambientes de programação Microsoft. Foi um dos primeiros depuradores na plataforma MS-DOS cuja interface usava toda tela, em vez de ser orientado a linha de comando, como seus predecessores DEBUG.COM e symdeb.